# Kam orli nelétají
Kam orli nelétají (anglicky Where Eagles Dare) je americký válečný film, který v roce 1968 natočil režisér Brian G. Hutton. Hlavní role v něm ztvárnili britští herci Richard Burton a Mary Ure, kterým sekundovala tehdy teprve vycházející hollywoodská hvězda Clint Eastwood.

## Děj
Nad nacistickým Německem prolétá britské letadlo, o jehož pasažérovi nemá nikdo z Němců ani ponětí až do chvíle, kdy je nuceno nouzově přistat. Na jeho palubě se nachází generál Carnaby, který je však pro Spojence životně důležitý. Jedná se totiž o jednoho z mála lidí, kteří mají v rukou plány na otevření tzv. druhé fronty, ohledně které měl jednat s Rusy na Krétě, kam už bohužel nedoletěl.
Na jeho záchranu je vyslán speciálně složený tým elitních britských výsadkářů, který velí britský major Smith (Richard Burton) narychlo odvolaný z tajné mise v Římě, zastupován americkým důstojníkem a příslušníkem americké výzvědné služby poručíkem Schafferem (Clint Eastwood). Jejich cílem je Schloss-Adler v Bavorsku, kde je generál vězněn v nejstřeženější pevnosti nacistické třetí říše v Orlím zámku, ve kterém jej má každou chvíli začít vyslýchat německá SS. Od počátku se však mise potýká s nezdarem. Za záhadných okolností nepřežije už úvodní seskok radista výpravy, sám major navíc od počátku před skupinou tají celou řadu věcí včetně toho, že oproti ostatním důkladně zná terén i vojenské zabezpečení Schloss-Adler a navíc před celým týmem tají skutečnost, že spolu s nimi podstoupila výsadek i jeho kolegyně a milenka Mary, která se dostává do zámku prostřednictvím britské agentky Heidi.
Obezřetnost majora byla na místě - hned při první infiltraci v týlu nepřítele je skupina za nevysvětlitelných okolností vyzrazena a všichni členové zatčeni, včetně poddůstojníků Berkeleye, Rollanda a Christiansena. Schaffer, který byl spolu se Smithem oddělen od zbytku skupiny a odvezen zástupcem velitele SS, si sám neuvědomuje okolnosti tohoto počínání, přesto je rozhodnut držet věrně se Smithem, který mu opakovaně od seskoku dává najevo, že není náhodou, že on jako Američan je účastníkem jinak ryze "britské" mise. Hned při první příležitosti se jim podaří uniknout, zabít své věznitele a vše zamaskovat jako nehodu.
Po návratu zpět do vesnice Werfen se jim podaří zmocnit se zbytku výstroje v opuštěném skladu, připravit si únikovou cestu a následně se přesouvají do zámku pomocí lanovky, kterou Němci zároveň převážejí jejich tři povedené kolegy, ze kterých se náhle vyklubou němečtí agenti, kterým se povedlo infiltrovat MI6. Spolu s Mary využijí oba důstojníci slabého místa celého německého velení a jednak prohloubí vzájemné rozepře mezi veliteli SS a Gestapa. Major Smith zároveň předvede před celou komisí vyslýchající Carnabyho dramatické divadlo, ve kterém všechny přítomné přesvědčí o tom, že vlastně on sám je německý agent v MI6 a že sami Christiansen, Berkeley a Carpenter jsou jen nastrčení britští podvodníci stejně jako Carnaby, který je ve skutečnosti jen americkým desátníkem C. R. Jonesem, kterého Britové nastrčili, protože je na generála k nerozeznání podobný. Pravdou je však jen ta druhá polovina, zatímco ostatní je jen Smithova důkladná mystifikace. Díky tomu se mu podaří ze všech tří agentů před zraky jejich nadřízených vymámit veškeré kontakty německých agentů operujících v Británii. Jednoho však nevyzradí ani jemu. Potvrdí mu ho až plukovník Kramer, který ho zná osobně - jedná se o šéfa britské rozvědky plukovníka Turnera, který je v rámci německé výzvědné služby skutečným prostředníkem kontrarozvědek na Britských ostrovech. V rozhodujícím momentě však jsou překvapeni majorem Gestapa, který dovnitř vtrhne s míněním, že se v hale domlouvá spiknutí proti führerovi. Schafferovi se mu s Maryinou pomocí podaří ho zastřelit a stejně tak i důstojníky Rosemeyera, Kramera a další. Jediní, kdo přežijí tuto přestřelku jsou nešťastníci Christiansen, Carpenter a Berkeley, kteří se v tu chvíli stávají zajatci a Smith je má v úmyslu i přes obtížnost situace dostat zpět do Británie, kde budou předvedeni před soud.
Cesta přes zámek však není jednoduchá. Pro úspěšný únik je totiž nutné vyřadit celé sídlo z provozu včetně vysílačky. Tam však jsou překvapeni tuhým odporem hlídky Wehrmachtu. Musí z toho důvodu vytvořit důkladný zmatek, aby se jim podařilo utéct. Použijí z toho důvodu jako obětního beránka Carpentera, kterého Němci zastřelí při pokusu sešplhat z hradu po skále.
Díky tomu a zároveň výbuchu několika bomb na strategických místech zámku se podaří Smithově partě zmocnit lanovky, po které se mohou neomezeně dostat zpět dolů do vesnice. Při vstupu do stanice však nepočítají odporem Christiansena a Berkeleyho, kteří se dostanou ke zbrani a vezmou si Schaffera jako rukojmí. Za jeho propuštění si žádají, aby je Smith pustil a nechal sjet lanovkou dolů. Ten si to však nenechá líbit a i když je nechá odjet, skočí na střechu vyjíždějící kabiny lanovky, kam přivazuje bombu s detonátorem. Neunikne však jejich pozornosti a dojde tak ke rvačce přímo na kabině při které se Smithovi podaří Christiansena zabít a Berkeleyho těžce zranit. V poslední chvíli přeskočí na protijedoucí lanovku mířící vzhůru a přihlíží už jen tomu, jak druhá kabina s bezmocným Berkeleyem vyletí do povětří. Nahoře už na něj čekají Jones, Mary a Schaffer, který se probírá z mrákot, do kterých ho tito dva nepřátelé uvedli. Společně se tak přesouvají lanovkou dolů, ale obezřetně ji opouštějí skokem do ledové řeky, protože si byli vědomu, že neušli pozornosti vojáků dole, kteří hned po příjezdu lanovky do kabiny začali s plnou vervou střílet netuše, že po dojezdu kabina plná bomb vybouchne. Z mrazivé řeky se hned poté všichni přesouvají do opuštěné stodoly, kde už na ně čeká autobus s pluhem, ve kterém unikají z města. Je jim však v patách celý pluk Wehrmachtu. Ten však zastaví přetržením drátů od bomb na sloupech telefonního vedení, které se po výbuchu přetnou a zlikvidují tak jediné spojení mezi Schloss-Adler a letištěm, kam již celá skupina míří.
Po příjezdu na letiště se autobus řítí obrovskou rychlostí přes plot letiště přímo směrem k přiletivšímu letadlu Junkers, které přistálo z důvodu poruchy motoru. Jednalo se však o kamufláž (obdobně jako při nouzovém přistání Carnebyho - resp. Jonesova letadla), což dokazuje i poručíkovi, že celá akce byla dopředu pečlivě připravena. V letadle je tak Schaffer i Mary svědkem nuceného přiznání plukovníka Turnera majoru Smithovi, kterého usvědčuje i to, že při předložení všech skálopevných důkazů začal na Smitha mířit svým samopalem, který však nechal britský velitel admirál Rolland znehodnotit dřív než ji on sám dostal. Plukovníkovi tak nezbývá nic než se vzdát a jediná možnost jak se vyhnout soudu je pro něj ta, že volí jistou smrt skokem z letadla.
Poručík Schaffer po ujištění, že došlo k ukončení akce následně s úsměvem v hlase prosí majora, aby příště, až do něčeho podobného zase půjde se „jedná výlučně jen o britskou operaci“, na což mu už zcela unavený major odpovídá, že „se pokusí“.

## Obsazení
| Clint Eastwood  | Poručík Schaffer  |
| Richard Burton  | Major Smith       |
| Mary Ure        | Mary              |
| Patrick Wymark  | Plukovník Turner  |
| Michael Hordern | Admirál Rolland   |
| Donald Houston  | Christiansen      |
| Peter Barkworth | Berkeley          |
| Robert Beatty   | Generál Carnaby   |
| Vincent Ball    | Carpenter         |
| Anton Diffring  | Plukovník Kramer  |
| Ferdy Mayne     | Generál Rosemeyer |
| Ingrid Pitt     | Heidi             |